# ACCS Asnières Villeneuve 92
Pour les articles homonymes, voir ACCS.
Maillots
L'ACCS Futsal Club (anciennement ACCES Futsal) est un club français de futsal basé en banlieue parisienne, à Villeneuve-la-Garenne et Asnières-sur-Seine (Hauts-de-Seine).
Fondé en 2008 dans un rôle social, l'ACCES met en place une équipe de futsal à partir de 2014 et se hisse jusqu'en première division en 2018, après presque une promotion par saison. Lors de la saison 2016-2017, le club est champion d'Île-de-France et devient la première équipe régionale à remporter la Coupe de France. L'année suivante, l'AFC remporte sa poule de Division 2 et accède à l'élite nationale. Finaliste la première saison, le club fusionne avec le Paris MF pour devenir ACCS et termine champion honorifique 2019-2020.
À partir de 2016, l'ACCS FC réussit à attirer certains des meilleurs joueurs français dont Kévin Ramirez et Abdessamad Mohammed, et devient le premier fournisseur de l'équipe de France. Les entraîneurs étrangers de renom se succèdent à la tête de l'équipe. En 2020, le club annonce la signature de plusieurs étrangers dont Ricardinho, plusieurs fois élu meilleur joueur du monde.
Le club est présidé par Sami Sellami depuis sa création et joue ses rencontres à domicile à la Teddy-Riner Arena d'Asnières-sur-Seine depuis le début de la saison 2019-2020.

## Histoire

### Fondation
L'Association citoyenne, culturelle, éducative et sportive (ACCES) est créée en 2008, près de la cité de la Caravelle à Villeneuve-la-Garenne, un ensemble de barres HLM construit dans les années 1960. En 2014, une section futsal est créée, initialement pour occuper les enfants et les éduquer par le prisme du sport,.
Initialement créé dans un but éducatif et social, l’association ouvre une section Futsal par l’intermédiaire de Mehdi Soufiane et Rachid Asila  le club lance alors une équipe senior,. Celle-ci démarre en Excellence départementale ou Promotion d'honneur régional, cinquième division nationale. Composée uniquement de joueurs villenéogarénois, c’est après avoir remonté tous les échelons départementaux et régionaux que l’ACCES FC change de dimension et que l’intérêt autour du club explose.

### Ascension express (2014-2022)
En 2014-2015, l'Accès FC évolue en Promotion d'honneur (PH) de la Ligue de Paris-Île-de-France de football.
En fin de saison 2015-2016 passée dans la poule A de DHR, l’équipe gagne 37 à 4 contre La Courneuve pour le match de montée en Division d'honneur futsal de la Ligue de Paris Île-de-France, plus haut niveau régional.
Lors de Coupe de France 2016-2017, en huitièmes de finale, les footballeurs professionnels Georges-Kévin Nkoudou et Serge Aurier viennent assister à la qualification et, après le quart-de-finale gagné contre Béthune (7-3), Franck Ribéry envoie un message d'encouragement. En demi-finale, l'AFC bat Laval (7-1). Connaissance de l'entraîneur Marcelo Serpa, Roberto Carlos envoie aussi une vidéo sur les réseaux sociaux. Pour la première fois, deux clubs évoluant en DH s'opposent en finale. Contre le Sporting Strasbourg, l'AFC devient la première équipe de niveau régional à remporter la compétition (5-3). Championne de DH, l'équipe joue aussi deux matches de barrages d'accession en Division 2, qu'elle obtient.
En janvier 2018, Sami Sellami déclare « La finalité, c'est la Champions League. Quand on dit ça, on nous prend pour des fous. Mais on a une ambition démesurée. Dès maintenant on ne se structure pas comme un club de deuxième de division, mais comme celui d'une D1 voire même [sic] supérieur à cela ». Le club possède alors un encadrement large autour de l'équipe première. ACCES est le club le plus représenté en équipe de France lors de l'Euro 2018, première compétition disputée par les Bleus. Au terme de la saison 2017-2018, l'AFC termine premier de la poule A de deuxième division et est promu en Division 1, un an seulement après sa montée en D2. Le club francilien n'est pas sacré champion de D2 pour autant, au profit de Beaucaire Futsal.
Dès cette première saison en Division 1, l'équipe termine deuxième de la phase régulière, à un point du Toulon Élite Futsal malgré une défaite de moins et une différence de but élevée (+75). En demi-finale, ACCS élimine le Kremlin-Bicêtre futsal, troisième et tenant du titre, après prolongations (5-4 ap). L'équipe perd ensuite en finale aussi après la fin du temps réglementaire contre Toulon (3-4 ap).
Début novembre 2019, le club renommé ACCS Paris Va 92 bat le record de la plus large victoire en championnat de France, depuis la poule unique instaurée en 2013-2014, contre Roubaix AFS (18-1). À mi-championnat, l'ACCS est en tête du classement avec une différence de buts de +55. Alors toujours invaincu, la saison est stoppée puis annulée à cause de la pandémie de COVID-19 et aucun titre de champion n'est décerné. Pour autant, ACCS est désigné représentant français en Ligue des champions pour la saison suivante.
Premier de D1 2020-2021 avec huit victoires en autant de journée, ACCS remporte le premier match européen de son histoire 7-3 à domicile contre l'Étoile rouge de Belgrade en tour préliminaire de la Ligue des champions. Au tour suivant, le club élimine le second du championnat italien, Pesaro Calcio a 5, composé d'internationaux locaux et de champions du monde argentins, au terme de la plus longue série de tirs au but dans une compétition futsal de l'UEFA (2-2 t. a. b. 8-7). Quelques semaines après sa défaite en D1 chez le Mouvaux LMF (4-2), qui double alors ACCS au classement, le club francilien perd en huitième de finale de la C1 (2-1) chez le FC Barcelone, futur finaliste de la compétition. En D1, ACCS poursuit en seconde position jusqu'au match retour face à Mouvaux gagné 5-1 qui permet à ACCS de repasser en tête. Le club des Hauts-de-Seine conserve cette position jusqu'à la fin du championnat et remporte son premier titre de champion de France avec les meilleures attaques (153 buts) et défenses (38).
Mais, durant l'été, le club est soumis pour la première fois à la Direction nationale du contrôle de gestion de la Fédération française de football. ACCS est rétrogradé en Division 2 pour la saison 2021-2022 pour raison financière,,,. Les appels, même devant le CNOSF, ne donnent rien. ACCS représente tout de même la France en Ligue des champions 2021-2022 et tente d'être la première équipe française à se qualifier pour la phase finale. L'ACCS passe le tour principal et dispute son premier Tour élite, terminant deuxième derrière le MFK Tyumen. À la suite de l'exclusion du club russe due à la guerre en Ukraine, ACCS est repêché pour le Final four en tant que meilleur deuxième du Tour élite derrière un autre club russe exclu (Iekaterinbourg),,. ACCS devient le premier club français ainsi que le premier club de D2, quel que soit le pays, à atteindre ce niveau de la compétition. À la même période, l'équipe assure sa remontée dans l'élite, en triomphant de sa poule de D2, avec 16 victoires en autant de rencontres, pour 142 buts marqués et 24 encaissés. En demi-finale européenne, ACCS s'incline face au Sporting Portugal (2-6) à Riga, puis dans le match pour la troisième place contre l'autre club portugais Benfica (2-5).

### Exclusion du championnat et redressement judiciaire
Début juin 2022, un mois après le premier Final four européen pour un club français, ACCS se voit refuser l’accession en D1 par la DNCG. Pire, lors de son comité exécutif du 17 juin 2022 de la Fédération française de football, on apprend que le Tribunal judiciaire de Nanterre, en date du 13 mai 2022, ouvre à l’encontre du club une procédure de redressement judiciaire.
La FFF décide d’exclure le club des championnats nationaux : « Compte-tenu que ce club fausse depuis plusieurs saisons l’équité des championnats nationaux de Futsal auxquels il participe, en bafouant systématiquement les règles de gestion financière, malgré les mises en garde et les mesures répétées prises par la DNCG à son encontre, dont la dernière en date du 8 juin 2022 lui interdisant la montée en D1 Futsal, (...) décide d’exclure ACCS Asnières Villeneuve 92 des championnats nationaux. ».
Le club est alors proche du dépôt de bilan et de disparaître en raison d'un passif de plus de 300 000 € et une dette évaluée à un million d'euros,. La liquidation judiciaire est alors pressenti, tandis que les joueurs et les sponsors quittent le club. En attendant, l'équipe est censée reprendre au niveau de son équipe réserve, le Régional 2 de la Ligue de Paris-Île-de-France.
Arrivé en décembre 2022, la formation des Hauts-de-Seine n’a encore disputé aucun match lors de cette saison 2022-2023. Au même moment, une série documentaire nommée Futsal Social Club sort sur Canal+ et décrit l'ascension du club.

## Palmarès

### Titres et trophées
| Coupe de France (1) | Division 1 (1)                                                      | Division 2 (1)                           | DH Île-de-France (1) |
| ------------------- | ------------------------------------------------------------------- | ---------------------------------------- | -------------------- |
| - Vainqueur : 2017  | - Champion : 2021 - Champion non-officiel : 2020 - Finaliste : 2019 | - Champion : 2022 - Vice-champion : 2018 | - Champion : 2017    |

### Bilan par saison
| Saison    | Championnat                | Championnat | Championnat | Championnat | Championnat | Championnat | Championnat | Championnat | Championnat | Championnat | Championnat  | Coupe de France   | Ligue des champions |
| Saison    | Division                   | Class.      | Pts         | M           | V           | N           | D           | Bp          | Bc          | Diff.       | Phase finale | Coupe de France   | Ligue des champions |
| --------- | -------------------------- | ----------- | ----------- | ----------- | ----------- | ----------- | ----------- | ----------- | ----------- | ----------- | ------------ | ----------------- | ------------------- |
| 2014-2015 | PH Île-de-France           |             |             |             |             |             |             |             |             |             |              | ?                 | -                   |
| 2015-2016 | DHR Île-de-France - grp. A |             |             |             |             |             |             |             |             |             |              | 8e de finale      | -                   |
| 2016-2017 | DH Île-de-France           | 1er         |             |             |             |             |             |             |             |             |              | Vainqueur         | -                   |
| 2017-2018 | Division 2 - grp. A        | 1er/10      | 44 pts      | 18          | 15          | -           | 3           | 126         | 52          | +74         |              | 16e de finale     | -                   |
| 2018-2019 | Division 1                 | 2e/10       | 52 pts      | 22          | 16          | 4           | 2           | 117         | 42          | +75         | Finaliste    | 8e de finale      | -                   |
| 2019-2020 | Division 1                 | 1er/10      | 41 pts      | 15          | 14          | -           | 1           | 103         | 29          | +74         | non disputé  | exclu[pourquoi ?] | -                   |
| 2020-2021 | Division 1                 | 1er/10      | 61 pts      | 22          | 20          | 1           | 1           | 153         | 39          | +114        | non disputé  | non jouée         | Huitièmes de finale |
| 2021-2022 | Division 2 - grp. A        | 1er/10      | 53-1 pts    | 18          | 18          | -           | -           | 154         | 28          | +126        | non disputé  | quart de finale   | Quatrième           |
| 2022-2023 | régional                   |             |             |             |             |             |             |             |             |             |              |                   | -                   |

### Bilan par compétition

#### Championnat
| Division                              | Titres | 1re place | Saisons | M  | V  | N | D | Bp  | Bc  | Diff. |
| ------------------------------------- | ------ | --------- | ------- | -- | -- | - | - | --- | --- | ----- |
| Division 1                            | 1      | 2         | 3       | 59 | 50 | 5 | 4 | 373 | 110 | +263  |
| Division 2                            | 1      | 2         | 2       | 36 | 33 | 0 | 3 | 280 | 80  | +200  |
| Total                                 | 2      | 4         | 5       | 95 | 83 | 5 | 7 | 653 | 190 | +463  |
| Mise à jour : fin de saison 2021-2022 |        |           |         |    |    |   |   |     |     |       |

#### Coupe de France
| Tour de compétition                   | V | F | 1/2 | 1/4 | 1/8 | 1/16 | 1/32 | FR | local |
| ------------------------------------- | - | - | --- | --- | --- | ---- | ---- | -- | ----- |
| Tour atteint                          | 1 | - | -   | 1   | 2   | 1    |      |    |       |
| Mise à jour : fin de saison 2021-2022 |   |   |     |     |     |      |      |    |       |

#### Ligue des champions de l'UEFA
Premier de D1 à l'arrêt de la saison 2019-2020, ACCS est désigné représentant français en Ligue des champions pour la saison 2020-2021. Avec un indice UEFA trop faible, l'équipe des Hauts-de-Seine entre dans la compétition européenne dès le tour préliminaire.
| Titulaires :  |                      |  |
|               |                      |  |
| 1             | Miodrag Aksentijević |  |
| 10            | Ricardinho           |  |
| 11            | Souheil Mouhoudine   |  |
| 13            | Carlos Ortiz 9e      |  |
| 19            | Abdessamad Mohammed  |  |
|               |                      |  |
| Remplaçants : |                      |  |
| 12            | Moussa Diagouraga    |  |
| 2             | Sid Ahmed Belhaj     |  |
| 5             | Bilal Bakkali        |  |
| 6             | Bruno Coelho         |  |
| 8             | Soufiane El Mesrar   |  |
| 9             | Nelson Lutin         |  |
| 14            | Landry N'Gala        |  |
| 15            | Mamadou Touré        |  |
| 18            | S. Galmim            |  |
|               |                      |  |
| Entraîneur :  |                      |  |
| Jesús Velasco |                      |  |

| Titulaires :  |                  |  |
|               |                  |  |
| 15            | Radmanovic M.    |  |
| 2             | Peric M.         |  |
| 4             | Popovic D.       |  |
| 10            | Stojcevski A.    |  |
| 11            | Milosavljevic L. |  |
|               |                  |  |
| Remplaçants : |                  |  |
| 3             | Saric S.         |  |
| 7             | Popovic B. 25e   |  |
| 8             | Kopanja S.       |  |
|               |                  |  |

| Titulaires :  |                      |  |
|               |                      |  |
| 1             | Miodrag Aksentijević |  |
| 10            | Ricardinho           |  |
| 11            | Souheil Mouhoudine   |  |
| 13            | Carlos Ortiz 9e      |  |
| 19            | Abdessamad Mohammed  |  |
|               |                      |  |
| Remplaçants : |                      |  |
| 12            | Moussa Diagouraga    |  |
| 2             | Sid Ahmed Belhaj     |  |
| 5             | Bilal Bakkali        |  |
| 6             | Bruno Coelho         |  |
| 8             | Soufiane El Mesrar   |  |
| 9             | Nelson Lutin         |  |
| 14            | Landry N'Gala        |  |
| 15            | Mamadou Touré        |  |
| 18            | S. Galmim            |  |
|               |                      |  |
| Entraîneur :  |                      |  |
| Jesús Velasco |                      |  |

| Titulaires :  |                  |  |
|               |                  |  |
| 15            | Radmanovic M.    |  |
| 2             | Peric M.         |  |
| 4             | Popovic D.       |  |
| 10            | Stojcevski A.    |  |
| 11            | Milosavljevic L. |  |
|               |                  |  |
| Remplaçants : |                  |  |
| 3             | Saric S.         |  |
| 7             | Popovic B. 25e   |  |
| 8             | Kopanja S.       |  |
|               |                  |  |

| Titulaires :  |                           |  |
|               |                           |  |
| 1             | Miodrag Aksentijević fine |  |
| 10            | Ricardinho                |  |
| 11            | Souheil Mouhoudine        |  |
| 13            | Carlos Ortiz              |  |
| 19            | Abdessamad Mohammed       |  |
|               |                           |  |
| Remplaçants : |                           |  |
| 12            | Moussa Diagouraga         |  |
| 20            | Faouziddine Abal          |  |
| 2             | Sid Ahmed Belhaj          |  |
| 5             | Bilal Bakkali             |  |
| 6             | Bruno Coelho 20e          |  |
| 8             | Soufiane El Mesrar        |  |
| 9             | Nelson Lutin              |  |
| 14            | Landry N'Gala             |  |
| 15            | Mamadou Touré             |  |
|               |                           |  |
| Entraîneur :  |                           |  |
| Jesús Velasco |                           |  |

| Titulaires :  |                           |  |
|               |                           |  |
| 1             | Michele Miarelli (en)     |  |
| 11            | Mauro Canal (en)          |  |
| 9             | Humberto Honorio (en)     |  |
| 19            | Marcelinho                |  |
| 14            | Pablo Taborda (it)        |  |
|               |                           |  |
| Remplaçants : |                           |  |
| 12            | Jacopo Dionisi            |  |
| 20            | Jhonson                   |  |
| 5             | Felipe Tonidandel         |  |
| 7             | Giuliano Fortini          |  |
| 8             | Javier Salas              |  |
| 10            | Cristian Borruto (en) 20e |  |
| 13            | Jefferson                 |  |
| 17            | Leandro Cuzzolino (en)    |  |
| 18            | Júlio De Oliveira         |  |
|               |                           |  |
| Entraîneur :  |                           |  |
| Fulvio Colini |                           |  |

| Titulaires :  |                           |  |
|               |                           |  |
| 1             | Miodrag Aksentijević fine |  |
| 10            | Ricardinho                |  |
| 11            | Souheil Mouhoudine        |  |
| 13            | Carlos Ortiz              |  |
| 19            | Abdessamad Mohammed       |  |
|               |                           |  |
| Remplaçants : |                           |  |
| 12            | Moussa Diagouraga         |  |
| 20            | Faouziddine Abal          |  |
| 2             | Sid Ahmed Belhaj          |  |
| 5             | Bilal Bakkali             |  |
| 6             | Bruno Coelho 20e          |  |
| 8             | Soufiane El Mesrar        |  |
| 9             | Nelson Lutin              |  |
| 14            | Landry N'Gala             |  |
| 15            | Mamadou Touré             |  |
|               |                           |  |
| Entraîneur :  |                           |  |
| Jesús Velasco |                           |  |

| Titulaires :  |                           |  |
|               |                           |  |
| 1             | Michele Miarelli (en)     |  |
| 11            | Mauro Canal (en)          |  |
| 9             | Humberto Honorio (en)     |  |
| 19            | Marcelinho                |  |
| 14            | Pablo Taborda (it)        |  |
|               |                           |  |
| Remplaçants : |                           |  |
| 12            | Jacopo Dionisi            |  |
| 20            | Jhonson                   |  |
| 5             | Felipe Tonidandel         |  |
| 7             | Giuliano Fortini          |  |
| 8             | Javier Salas              |  |
| 10            | Cristian Borruto (en) 20e |  |
| 13            | Jefferson                 |  |
| 17            | Leandro Cuzzolino (en)    |  |
| 18            | Júlio De Oliveira         |  |
|               |                           |  |
| Entraîneur :  |                           |  |
| Fulvio Colini |                           |  |

| Titulaires :      |                   |  |
|                   |                   |  |
| 1                 | Didac Plana       |  |
| 6                 | Daniel Shiraishi  |  |
| 10                | Esquerdinha       |  |
| 18                | Marcênio          |  |
| 20                | Ximbinha          |  |
|                   |                   |  |
| Remplaçants :     |                   |  |
| 17                | Miquel Feixas     |  |
| 2                 | Alcardo           |  |
| 3                 | Matheus Rodrigues |  |
| 4                 | André Coelho      |  |
| 7                 | Dyego             |  |
| 11                | Ferrão            |  |
| 13                | Joselito          |  |
| 19                | Povill            |  |
|                   |                   |  |
| Entraîneur :      |                   |  |
| Andreu Plaza (it) |                   |  |

| Titulaires :  |                          |  |
|               |                          |  |
| 1             | Miodrag Aksentijević 35e |  |
| 9             | Nelson Lutin             |  |
| 10            | Ricardinho               |  |
| 13            | Carlos Ortiz             |  |
| 19            | Abdessamad Mohammed      |  |
|               |                          |  |
| Remplaçants : |                          |  |
| 12            | Moussa Diagouraga        |  |
| 20            | Faouziddine Abal         |  |
| 2             | Sid Ahmed Belhaj         |  |
| 5             | Bilal Bakkali            |  |
| 7             | Edu                      |  |
| 8             | Soufiane El Mesrar       |  |
| 11            | Souheil Mouhoudine       |  |
| 14            | Landry N'Gala            |  |
| 15            | Mamadou Touré            |  |
|               |                          |  |
| Entraîneur :  |                          |  |
| Jesús Velasco |                          |  |

| Titulaires :      |                   |  |
|                   |                   |  |
| 1                 | Didac Plana       |  |
| 6                 | Daniel Shiraishi  |  |
| 10                | Esquerdinha       |  |
| 18                | Marcênio          |  |
| 20                | Ximbinha          |  |
|                   |                   |  |
| Remplaçants :     |                   |  |
| 17                | Miquel Feixas     |  |
| 2                 | Alcardo           |  |
| 3                 | Matheus Rodrigues |  |
| 4                 | André Coelho      |  |
| 7                 | Dyego             |  |
| 11                | Ferrão            |  |
| 13                | Joselito          |  |
| 19                | Povill            |  |
|                   |                   |  |
| Entraîneur :      |                   |  |
| Andreu Plaza (it) |                   |  |

| Titulaires :  |                          |  |
|               |                          |  |
| 1             | Miodrag Aksentijević 35e |  |
| 9             | Nelson Lutin             |  |
| 10            | Ricardinho               |  |
| 13            | Carlos Ortiz             |  |
| 19            | Abdessamad Mohammed      |  |
|               |                          |  |
| Remplaçants : |                          |  |
| 12            | Moussa Diagouraga        |  |
| 20            | Faouziddine Abal         |  |
| 2             | Sid Ahmed Belhaj         |  |
| 5             | Bilal Bakkali            |  |
| 7             | Edu                      |  |
| 8             | Soufiane El Mesrar       |  |
| 11            | Souheil Mouhoudine       |  |
| 14            | Landry N'Gala            |  |
| 15            | Mamadou Touré            |  |
|               |                          |  |
| Entraîneur :  |                          |  |
| Jesús Velasco |                          |  |

En 2021-2022, ACCS termine deuxième de son groupe de la Voie A du tour principal et accède au Tour élite et tente d'être la première équipe française à se qualifier pour la phase finale. ACCS termine deuxième grâce à sa victoire lors du troisième match, insuffisant pour se qualifier pour le final four. Cependant, à la suite de l'élimination des clubs russes, ACCS est repêché et devient le premier club français à disputé le final four.
| Titulaires :  |               |  |
|               |               |  |
| 14            | Guitta        |  |
| 8             | Erick         |  |
| 9             | João Matos    |  |
| 17            | Cavinato      |  |
| 29            | Alex Merlim   |  |
|               |               |  |
| Remplaçants : |               |  |
| 16            | Bernardo Paço |  |
| 3             | Tiago Macedo  |  |
| 4             | Tomás Paço    |  |
| 6             | Zicky         |  |
| 11            | Waltinho      |  |
| 18            | Pany Varela   |  |
| 19            | Ruiz          |  |
| 20            | Miguel Ângelo |  |
|               |               |  |
| Entraîneur :  |               |  |
| Nuno Dias     |               |  |

| Titulaires :          |                     |  |
|                       |                     |  |
| 1                     | Careca              |  |
| 8                     | Soufiane El Mesrar  |  |
| 9                     | Nelson Lutin        |  |
| 11                    | Souheil Mouhoudine  |  |
| 19                    | Abdessamad Mohammed |  |
|                       |                     |  |
| Remplaçants :         |                     |  |
| 12                    | Moussa Diagouraga   |  |
| 20                    | Faouziddine Abal    |  |
| 2                     | Murilo              |  |
| 3                     | Bolinha             |  |
| 5                     | Bilal Bakkali       |  |
| 6                     | Abdelillah Alla     |  |
| 7                     | Mamadou Touré       |  |
| 14                    | Landry N'Gala       |  |
| 17                    | Rodriguinho         |  |
|                       |                     |  |
| Entraîneur :          |                     |  |
| Sergio Mullor Cabrera |                     |  |

| Titulaires :  |               |  |
|               |               |  |
| 14            | Guitta        |  |
| 8             | Erick         |  |
| 9             | João Matos    |  |
| 17            | Cavinato      |  |
| 29            | Alex Merlim   |  |
|               |               |  |
| Remplaçants : |               |  |
| 16            | Bernardo Paço |  |
| 3             | Tiago Macedo  |  |
| 4             | Tomás Paço    |  |
| 6             | Zicky         |  |
| 11            | Waltinho      |  |
| 18            | Pany Varela   |  |
| 19            | Ruiz          |  |
| 20            | Miguel Ângelo |  |
|               |               |  |
| Entraîneur :  |               |  |
| Nuno Dias     |               |  |

| Titulaires :          |                     |  |
|                       |                     |  |
| 1                     | Careca              |  |
| 8                     | Soufiane El Mesrar  |  |
| 9                     | Nelson Lutin        |  |
| 11                    | Souheil Mouhoudine  |  |
| 19                    | Abdessamad Mohammed |  |
|                       |                     |  |
| Remplaçants :         |                     |  |
| 12                    | Moussa Diagouraga   |  |
| 20                    | Faouziddine Abal    |  |
| 2                     | Murilo              |  |
| 3                     | Bolinha             |  |
| 5                     | Bilal Bakkali       |  |
| 6                     | Abdelillah Alla     |  |
| 7                     | Mamadou Touré       |  |
| 14                    | Landry N'Gala       |  |
| 17                    | Rodriguinho         |  |
|                       |                     |  |
| Entraîneur :          |                     |  |
| Sergio Mullor Cabrera |                     |  |

| Titulaires :  |           |  |
|               |           |  |
| 1 =           | Puškar    |  |
| 7             | Čeh       |  |
| 9             | Perić     |  |
| 10            | Novak     |  |
| 14            | Matošević |  |
|               |           |  |
| Remplaçants : |           |  |
| 12            | Peček     |  |
| 2             | R. Mordej |  |
| 5             | Čujec     |  |
| 8             | Turk      |  |
| 11            | Knežević  |  |
| 15            | Duščak    |  |
| 17            | Gorinšek  |  |
| 19            | Cesarec   |  |
| 20            | T. Kotnik |  |
|               |           |  |
| Entraîneur :  |           |  |
| Morina        |           |  |

| Titulaires :          |                     |  |
|                       |                     |  |
| 1                     | Careca              |  |
| 7                     | Mamadou Touré       |  |
| 8                     | Soufiane El Mesrar  |  |
| 11                    | Souheil Mouhoudine  |  |
| 19                    | Abdessamad Mohammed |  |
|                       |                     |  |
| Remplaçants :         |                     |  |
| 12                    | Moussa Diagouraga   |  |
| 20                    | Faouziddine Abal    |  |
| 2                     | Murilo              |  |
| 3                     | Bolinha             |  |
| 5                     | Bilal Bakkali       |  |
| 6                     | Abdelillah Alla     |  |
| 9                     | Nelson Lutin        |  |
| 14                    | Landry N'Gala       |  |
| 17                    | Rodriguinho         |  |
|                       |                     |  |
| Entraîneur :          |                     |  |
| Sergio Mullor Cabrera |                     |  |

| Titulaires :  |           |  |
|               |           |  |
| 1 =           | Puškar    |  |
| 7             | Čeh       |  |
| 9             | Perić     |  |
| 10            | Novak     |  |
| 14            | Matošević |  |
|               |           |  |
| Remplaçants : |           |  |
| 12            | Peček     |  |
| 2             | R. Mordej |  |
| 5             | Čujec     |  |
| 8             | Turk      |  |
| 11            | Knežević  |  |
| 15            | Duščak    |  |
| 17            | Gorinšek  |  |
| 19            | Cesarec   |  |
| 20            | T. Kotnik |  |
|               |           |  |
| Entraîneur :  |           |  |
| Morina        |           |  |

| Titulaires :          |                     |  |
|                       |                     |  |
| 1                     | Careca              |  |
| 7                     | Mamadou Touré       |  |
| 8                     | Soufiane El Mesrar  |  |
| 11                    | Souheil Mouhoudine  |  |
| 19                    | Abdessamad Mohammed |  |
|                       |                     |  |
| Remplaçants :         |                     |  |
| 12                    | Moussa Diagouraga   |  |
| 20                    | Faouziddine Abal    |  |
| 2                     | Murilo              |  |
| 3                     | Bolinha             |  |
| 5                     | Bilal Bakkali       |  |
| 6                     | Abdelillah Alla     |  |
| 9                     | Nelson Lutin        |  |
| 14                    | Landry N'Gala       |  |
| 17                    | Rodriguinho         |  |
|                       |                     |  |
| Entraîneur :          |                     |  |
| Sergio Mullor Cabrera |                     |  |

| Titulaires :          |                     |  |
|                       |                     |  |
| 1                     | Careca              |  |
| 6                     | Abdelillah Alla     |  |
| 8                     | Soufiane El Mesrar  |  |
| 11                    | Souheil Mouhoudine  |  |
| 19                    | Abdessamad Mohammed |  |
|                       |                     |  |
| Remplaçants :         |                     |  |
| 12                    | Moussa Diagouraga   |  |
| 20                    | Faouziddine Abal    |  |
| 2                     | Murilo              |  |
| 3                     | Bolinha             |  |
| 5                     | Bilal Bakkali       |  |
| 7                     | Mamadou Touré       |  |
| 9                     | Nelson Lutin        |  |
| 14                    | Landry N'Gala       |  |
| 17                    | Rodriguinho         |  |
|                       |                     |  |
| Entraîneur :          |                     |  |
| Sergio Mullor Cabrera |                     |  |

| Titulaires :        |              |  |
|                     |              |  |
| 13                  | Dalton       |  |
| 9                   | Fukin        |  |
| 12                  | Déo          |  |
| 18                  | Tokayev      |  |
| 20                  | Sinesio      |  |
|                     |              |  |
| Remplaçants :       |              |  |
| 29                  | Alin         |  |
| 7                   | Sarbassov    |  |
| 8                   | Amandossov   |  |
| 10                  | Yesseniyazov |  |
| 15                  | Erick        |  |
| 17                  | Madiyev      |  |
| 22                  | Zhumakhmet   |  |
|                     |              |  |
| Entraîneur :        |              |  |
| Zhaxylyk Baisariyev |              |  |

| Titulaires :          |                     |  |
|                       |                     |  |
| 1                     | Careca              |  |
| 6                     | Abdelillah Alla     |  |
| 8                     | Soufiane El Mesrar  |  |
| 11                    | Souheil Mouhoudine  |  |
| 19                    | Abdessamad Mohammed |  |
|                       |                     |  |
| Remplaçants :         |                     |  |
| 12                    | Moussa Diagouraga   |  |
| 20                    | Faouziddine Abal    |  |
| 2                     | Murilo              |  |
| 3                     | Bolinha             |  |
| 5                     | Bilal Bakkali       |  |
| 7                     | Mamadou Touré       |  |
| 9                     | Nelson Lutin        |  |
| 14                    | Landry N'Gala       |  |
| 17                    | Rodriguinho         |  |
|                       |                     |  |
| Entraîneur :          |                     |  |
| Sergio Mullor Cabrera |                     |  |

| Titulaires :        |              |  |
|                     |              |  |
| 13                  | Dalton       |  |
| 9                   | Fukin        |  |
| 12                  | Déo          |  |
| 18                  | Tokayev      |  |
| 20                  | Sinesio      |  |
|                     |              |  |
| Remplaçants :       |              |  |
| 29                  | Alin         |  |
| 7                   | Sarbassov    |  |
| 8                   | Amandossov   |  |
| 10                  | Yesseniyazov |  |
| 15                  | Erick        |  |
| 17                  | Madiyev      |  |
| 22                  | Zhumakhmet   |  |
|                     |              |  |
| Entraîneur :        |              |  |
| Zhaxylyk Baisariyev |              |  |

| Titulaires :          |                     |  |
|                       |                     |  |
| 1                     | Careca              |  |
| 5                     | Bilal Bakkali       |  |
| 7                     | Mamadou Touré       |  |
| 8                     | Soufiane El Mesrar  |  |
| 19                    | Abdessamad Mohammed |  |
|                       |                     |  |
| Remplaçants :         |                     |  |
| 12                    | Moussa Diagouraga   |  |
| 20                    | Faouziddine Abal    |  |
| 2                     | Murilo              |  |
| 3                     | Bolinha             |  |
| 9                     | Nelson Lutin        |  |
| 11                    | Souheil Mouhoudine  |  |
| 13                    | Yassine Ziyati      |  |
| 14                    | Landry N'Gala       |  |
| 17                    | Rodriguinho         |  |
|                       |                     |  |
| Entraîneur :          |                     |  |
| Sergio Mullor Cabrera |                     |  |

| Titulaires :   |                   |  |
|                |                   |  |
| 2              | Leonardo Gugiel   |  |
| 9              | Bruno Taffy       |  |
| 11             | Kamil Gereykhanov |  |
| 13             | Sergei Abramovich |  |
| 14             | Artem Antoshkin   |  |
|                |                   |  |
| Remplaçants :  |                   |  |
| 22             | Sergei Loginov    |  |
| 8              | Aleksandr Upalev  |  |
| 12             | Andrei Batyrev    |  |
| 15             | Andrei Sokolov    |  |
| 20             | Jovan Lazarević   |  |
| 31             | Ruan Pablo Alflen |  |
| 80             | Denis Nevedrov    |  |
| 84             | Maksim Emelyanov  |  |
|                |                   |  |
| Entraîneur :   |                   |  |
| Nikolai Ivanov |                   |  |

| Titulaires :          |                     |  |
|                       |                     |  |
| 1                     | Careca              |  |
| 5                     | Bilal Bakkali       |  |
| 7                     | Mamadou Touré       |  |
| 8                     | Soufiane El Mesrar  |  |
| 19                    | Abdessamad Mohammed |  |
|                       |                     |  |
| Remplaçants :         |                     |  |
| 12                    | Moussa Diagouraga   |  |
| 20                    | Faouziddine Abal    |  |
| 2                     | Murilo              |  |
| 3                     | Bolinha             |  |
| 9                     | Nelson Lutin        |  |
| 11                    | Souheil Mouhoudine  |  |
| 13                    | Yassine Ziyati      |  |
| 14                    | Landry N'Gala       |  |
| 17                    | Rodriguinho         |  |
|                       |                     |  |
| Entraîneur :          |                     |  |
| Sergio Mullor Cabrera |                     |  |

| Titulaires :   |                   |  |
|                |                   |  |
| 2              | Leonardo Gugiel   |  |
| 9              | Bruno Taffy       |  |
| 11             | Kamil Gereykhanov |  |
| 13             | Sergei Abramovich |  |
| 14             | Artem Antoshkin   |  |
|                |                   |  |
| Remplaçants :  |                   |  |
| 22             | Sergei Loginov    |  |
| 8              | Aleksandr Upalev  |  |
| 12             | Andrei Batyrev    |  |
| 15             | Andrei Sokolov    |  |
| 20             | Jovan Lazarević   |  |
| 31             | Ruan Pablo Alflen |  |
| 80             | Denis Nevedrov    |  |
| 84             | Maksim Emelyanov  |  |
|                |                   |  |
| Entraîneur :   |                   |  |
| Nikolai Ivanov |                   |  |

| Titulaires :          |                     |  |
|                       |                     |  |
| 1                     | Careca              |  |
| 5                     | Bilal Bakkali       |  |
| 8                     | Soufiane El Mesrar  |  |
| 9                     | Nelson Lutin        |  |
| 19                    | Abdessamad Mohammed |  |
|                       |                     |  |
| Remplaçants :         |                     |  |
| 12                    | Moussa Diagouraga   |  |
| 20                    | Faouziddine Abal    |  |
| 2                     | Murilo              |  |
| 3                     | Bolinha             |  |
| 7                     | Mamadou Touré       |  |
| 11                    | Souheil Mouhoudine  |  |
| 13                    | Yassine Ziyati      |  |
| 14                    | Landry N'Gala       |  |
| 17                    | Rodriguinho         |  |
|                       |                     |  |
| Entraîneur :          |                     |  |
| Sergio Mullor Cabrera |                     |  |

| Titulaires :  |                     |  |
|               |                     |  |
| 2             | Leo Higuita         |  |
| 8             | Savio Valadares     |  |
| 12            | Dauren Tursagulov   |  |
| 14            | Douglas Junior      |  |
| 17            | Birzhan Orazov      |  |
|               |                     |  |
| Remplaçants : |                     |  |
| 16            | Narun Serikov       |  |
| 6             | Edson               |  |
| 7             | Rangel              |  |
| 9             | Albert Akbalikov    |  |
| 10            | Chingiz Yesenamanov |  |
| 11            | Diego Favero        |  |
| 13            | Vitão               |  |
| 20            | Turekhan Dossov     |  |
| 23            | Yerzhan Karmenov    |  |
|               |                     |  |

| Titulaires :          |                     |  |
|                       |                     |  |
| 1                     | Careca              |  |
| 5                     | Bilal Bakkali       |  |
| 8                     | Soufiane El Mesrar  |  |
| 9                     | Nelson Lutin        |  |
| 19                    | Abdessamad Mohammed |  |
|                       |                     |  |
| Remplaçants :         |                     |  |
| 12                    | Moussa Diagouraga   |  |
| 20                    | Faouziddine Abal    |  |
| 2                     | Murilo              |  |
| 3                     | Bolinha             |  |
| 7                     | Mamadou Touré       |  |
| 11                    | Souheil Mouhoudine  |  |
| 13                    | Yassine Ziyati      |  |
| 14                    | Landry N'Gala       |  |
| 17                    | Rodriguinho         |  |
|                       |                     |  |
| Entraîneur :          |                     |  |
| Sergio Mullor Cabrera |                     |  |

| Titulaires :  |                     |  |
|               |                     |  |
| 2             | Leo Higuita         |  |
| 8             | Savio Valadares     |  |
| 12            | Dauren Tursagulov   |  |
| 14            | Douglas Junior      |  |
| 17            | Birzhan Orazov      |  |
|               |                     |  |
| Remplaçants : |                     |  |
| 16            | Narun Serikov       |  |
| 6             | Edson               |  |
| 7             | Rangel              |  |
| 9             | Albert Akbalikov    |  |
| 10            | Chingiz Yesenamanov |  |
| 11            | Diego Favero        |  |
| 13            | Vitão               |  |
| 20            | Turekhan Dossov     |  |
| 23            | Yerzhan Karmenov    |  |
|               |                     |  |

| Titulaires :  |                  |  |
|               |                  |  |
| 1             | Evgeni Zmyslya   |  |
| 4             | Oleh Yeromin     |  |
| 7             | Pavel Rogovik    |  |
| 11            | Nikita Anisimov  |  |
| 18            | Yuri Rabyko      |  |
|               |                  |  |
| Remplaçants : |                  |  |
| 16            | Andrei Golovnyov |  |
| 5             | Maksim Baturin   |  |
| 8             | Artem Yakubov    |  |
| 9             | Ruslan Lazyuk    |  |
| 10            | Maksim Evdokimov |  |
| 14            | Evgeni Peremitin |  |
| 17            | Dzianis Mazny    |  |
| 20            | Artem Ros        |  |
|               |                  |  |
| Entraîneur :  |                  |  |
| Alexey Popov  |                  |  |

| Titulaires :          |                     |  |
|                       |                     |  |
| 1                     | Careca              |  |
| 3                     | Bolinha             |  |
| 7                     | Mamadou Touré       |  |
| 11                    | Souheil Mouhoudine  |  |
| 17                    | Rodriguinho         |  |
|                       |                     |  |
| Remplaçants :         |                     |  |
| 12                    | Moussa Diagouraga   |  |
| 20                    | Faouziddine Abal    |  |
| 2                     | Murilo              |  |
| 5                     | Bilal Bakkali       |  |
| 8                     | Soufiane El Mesrar  |  |
| 9                     | Nelson Lutin        |  |
| 19                    | Abdessamad Mohammed |  |
| 13                    | Yassine Ziyati      |  |
| 14                    | Landry N'Gala       |  |
|                       |                     |  |
| Entraîneur :          |                     |  |
| Sergio Mullor Cabrera |                     |  |

| Titulaires :  |                  |  |
|               |                  |  |
| 1             | Evgeni Zmyslya   |  |
| 4             | Oleh Yeromin     |  |
| 7             | Pavel Rogovik    |  |
| 11            | Nikita Anisimov  |  |
| 18            | Yuri Rabyko      |  |
|               |                  |  |
| Remplaçants : |                  |  |
| 16            | Andrei Golovnyov |  |
| 5             | Maksim Baturin   |  |
| 8             | Artem Yakubov    |  |
| 9             | Ruslan Lazyuk    |  |
| 10            | Maksim Evdokimov |  |
| 14            | Evgeni Peremitin |  |
| 17            | Dzianis Mazny    |  |
| 20            | Artem Ros        |  |
|               |                  |  |
| Entraîneur :  |                  |  |
| Alexey Popov  |                  |  |

| Titulaires :          |                     |  |
|                       |                     |  |
| 1                     | Careca              |  |
| 3                     | Bolinha             |  |
| 7                     | Mamadou Touré       |  |
| 11                    | Souheil Mouhoudine  |  |
| 17                    | Rodriguinho         |  |
|                       |                     |  |
| Remplaçants :         |                     |  |
| 12                    | Moussa Diagouraga   |  |
| 20                    | Faouziddine Abal    |  |
| 2                     | Murilo              |  |
| 5                     | Bilal Bakkali       |  |
| 8                     | Soufiane El Mesrar  |  |
| 9                     | Nelson Lutin        |  |
| 19                    | Abdessamad Mohammed |  |
| 13                    | Yassine Ziyati      |  |
| 14                    | Landry N'Gala       |  |
|                       |                     |  |
| Entraîneur :          |                     |  |
| Sergio Mullor Cabrera |                     |  |

| Demi-finale         | ACCS                   | 2 – 6   | Sporting CP                                                                |                                                                              |                                                                              |
| 29 avril 2022 18:00 | Lutin 18e · Galmim 28e | (1-3)   | 5e Cejudo · 11e Paçó · 12e 30e Merlim · 25e Cavinato · 33e (pen.) Cardinal | Arena Riga, Riga Spectateurs : 1 891 Arbitrage : Ondřej Černý - Gábor Kovács | Arena Riga, Riga Spectateurs : 1 891 Arbitrage : Ondřej Černý - Gábor Kovács |
| 29 avril 2022 18:00 |                        | rapport | 18e Pany Varela                                                            | Arena Riga, Riga Spectateurs : 1 891 Arbitrage : Ondřej Černý - Gábor Kovács | Arena Riga, Riga Spectateurs : 1 891 Arbitrage : Ondřej Černý - Gábor Kovács |

| Titulaires :          |                    |  |
|                       |                    |  |
| 1                     | Careca             |  |
| 3                     | Thiago Bolinha     |  |
| 7                     | Mamadou Touré      |  |
| 9                     | Nelson Lutin       |  |
| 11                    | Souheil Mouhoudine |  |
|                       |                    |  |
| Remplaçants :         |                    |  |
| 12                    | Moussa Diagouraga  |  |
| 20                    | Faouziddine Abal   |  |
| 6                     | Abdelillah Alla    |  |
| 10                    | Ricardinho         |  |
| 13                    | Yassine Ziyati     |  |
| 14                    | Landry N'Gala      |  |
| 16                    | Houmany Dembélé    |  |
| 17                    | Soukouna           |  |
| 18                    | Salah Galmim       |  |
|                       |                    |  |
| Entraîneur :          |                    |  |
| Sergio Mullor Cabrera |                    |  |

| Titulaires :  |                    |  |
|               |                    |  |
| 12            | André Sousa        |  |
| 3             | Romulo             |  |
| 10            | Robinho            |  |
| 11            | Ivan Chishkala     |  |
| 70            | Vinicius Rocha     |  |
|               |                    |  |
| Remplaçants : |                    |  |
| 13            | Diego Roncaglio    |  |
| 2             | Silvestre Ferreira |  |
| 4             | Afonso Jesus       |  |
| 7             | Arthur             |  |
| 8             | Rafael Henmi       |  |
| 9             | Nilson Miguel      |  |
| 15            | Hossein Tayebi     |  |
| 16            | Bruno Cintra       |  |
| 18            | Jacaré             |  |
|               |                    |  |
| Entraîneur :  |                    |  |
| Pulpis        |                    |  |

| Titulaires :          |                    |  |
|                       |                    |  |
| 1                     | Careca             |  |
| 3                     | Thiago Bolinha     |  |
| 7                     | Mamadou Touré      |  |
| 9                     | Nelson Lutin       |  |
| 11                    | Souheil Mouhoudine |  |
|                       |                    |  |
| Remplaçants :         |                    |  |
| 12                    | Moussa Diagouraga  |  |
| 20                    | Faouziddine Abal   |  |
| 6                     | Abdelillah Alla    |  |
| 10                    | Ricardinho         |  |
| 13                    | Yassine Ziyati     |  |
| 14                    | Landry N'Gala      |  |
| 16                    | Houmany Dembélé    |  |
| 17                    | Soukouna           |  |
| 18                    | Salah Galmim       |  |
|                       |                    |  |
| Entraîneur :          |                    |  |
| Sergio Mullor Cabrera |                    |  |

| Titulaires :  |                    |  |
|               |                    |  |
| 12            | André Sousa        |  |
| 3             | Romulo             |  |
| 10            | Robinho            |  |
| 11            | Ivan Chishkala     |  |
| 70            | Vinicius Rocha     |  |
|               |                    |  |
| Remplaçants : |                    |  |
| 13            | Diego Roncaglio    |  |
| 2             | Silvestre Ferreira |  |
| 4             | Afonso Jesus       |  |
| 7             | Arthur             |  |
| 8             | Rafael Henmi       |  |
| 9             | Nilson Miguel      |  |
| 15            | Hossein Tayebi     |  |
| 16            | Bruno Cintra       |  |
| 18            | Jacaré             |  |
|               |                    |  |
| Entraîneur :  |                    |  |
| Pulpis        |                    |  |

## Structures du club

### Identité et image

#### Nom et identité
| Période     | Nom                         |
| ----------- | --------------------------- |
| 2008 à 2019 | ACCES FC                    |
| 2019-2020   | ACCS FC Paris VA 92         |
| depuis 2020 | ACCS Asnières Villeneuve 92 |

L'ACCES FC est souvent écrit en majuscule car il s'agit d'un sigle. « ACCES » signifie « Association Citoyenne, Culturelle, Éducative et Sportive ». Il a ensuite été accolé les termes « Football Club », son nom officiel auprès de la Fédération française de football (FFF), ou « Futsal Club » en raison de sa pratique.
En 2019, à la suite de la fusion avec le Paris Métropole Futsal, la nouvelle entité se nomme « ACCS FC Paris VA 92 ».
En 2020, après une seule saison sous nouveau nom, ACCS consolide sa collaboration avec ses deux villes partenaires Asnières-sur-Seine et Villeneuve-la-Garenne ainsi que son ancrage territorial dans les Hauts-de-Seine et se renommant ACCS Asnières Villeneuve 92.

#### Couleurs, logo et emblème

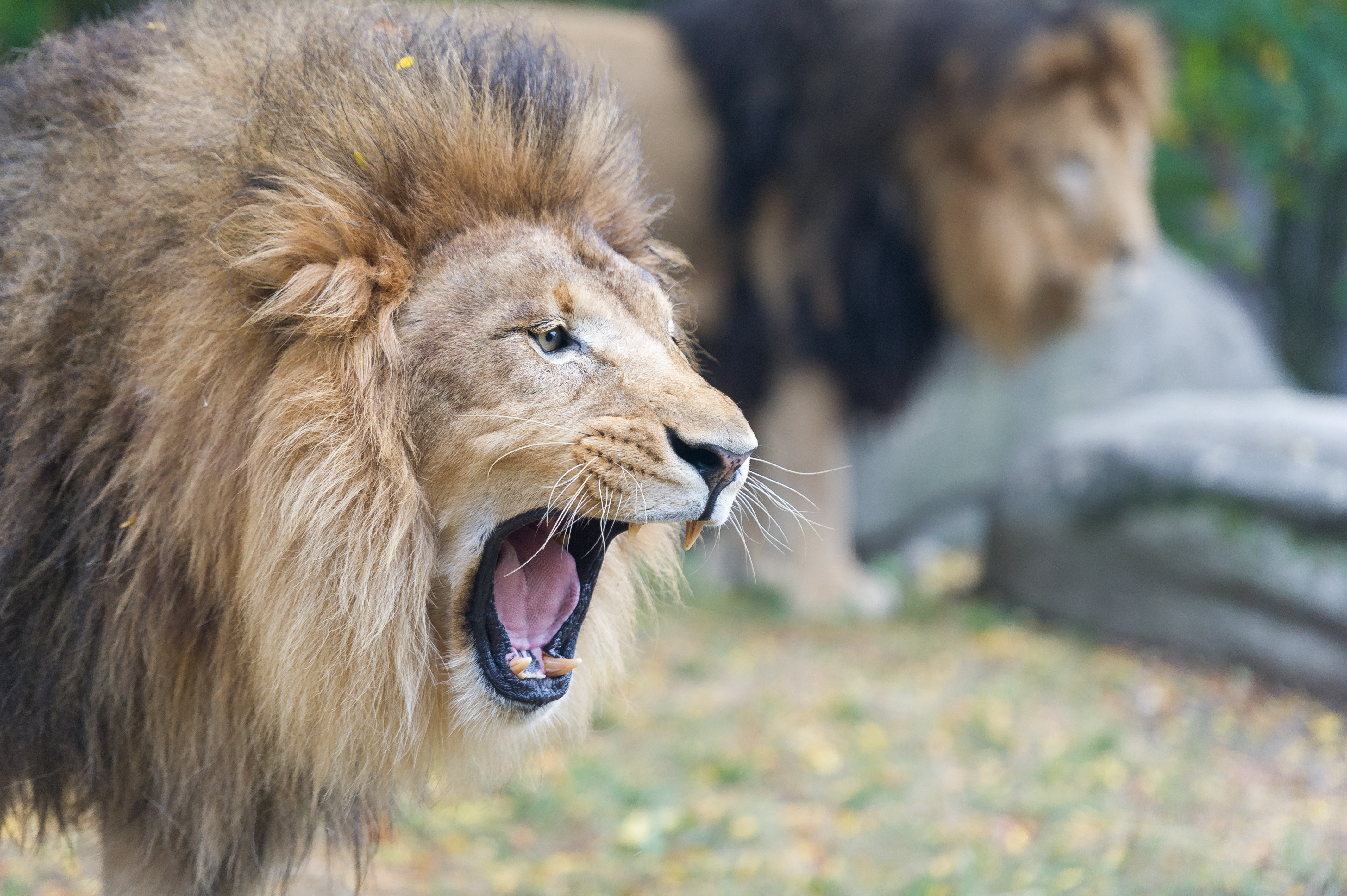
Lion semblable à celui du logo.

Les couleurs officielles de l'AFC sont le noir et le blanc.
En 2014, les dirigeants choisissent le lion comme emblème, au même moment que la création du projet. Le président Sami Sellami déclare en 2017 : « Le lion est un symbole royal, c’était important de le mettre en avant. Nous ne voulons pas devenir les rois du Futsal mais nous voulons faire du Futsal un roi. Par ailleurs, le lion est également le symbole de la force, et comme nous souhaitons justement arriver en force dans la discipline, cela collait bien. Enfin, nous avons communiqué autour du lion blanc, par rapport au symbole de paix que représente cette couleur. Nous ne sommes pas là pour provoquer, mais seulement pour aider au développement de la discipline, en collaboration avec tous les autres clubs ».
En 2016, le logotype du club se compose d'un rond avec deux cercles blanc sur fond noir. Entre ces deux anneaux, il est écrit « ACCES » en haut et la devise du club en majuscule « être à la hauteur ». Un tête de lion blanc de profil orientée vers la droite est présente au centre. À l'intérieur du plus petit cercle, sont inscrits « FC » pour Football Club en haut, et « 92 » pour le département des Hauts-de-Seine en bas. Ce logo s'inspire, dans sa mise en forme, de celui du Paris Saint-Germain FC. En 2018, avec la montée en Division 1, le logo du club évolue. Il garde les couleurs, mais le plus petit cercle est enlevé. Le « FC » est modifié en « Futsal Club » et le 92 ainsi que la devise sont remplacés par Grand Paris. En fond, un symbole à trois branches symbolisant la Tour Eiffel traversé d'un trait rouge centré et vertical sont présents. Ces derniers éléments font à nouveau penser au PSG.
En 2020, après la nouvelle mouture à la suite de la fusion avec Paris Métropole Futsal, le logo du club connaît quelques retouches et revient à son origine (mélange des versions 2016 et 2018) en associant les noms de ses villes partenaires principales.

2016-2018
2018-2019
2019-2020
Depuis juillet 2020

Équipé par Joma jusqu'en 2021, la rétrogradation administrative en D2 entraîne le retrait la marque espagnol. Pour la saison 2021-2022, ACCS passe chez Kappa en équipementier.

### Salle: Teddy Riner Arena
L’ACCS évolue à la Teddy Riner Arena, un gymnase sur deux étages dans le complexe sportif Léo Lagrange d'Asnières-sur-Seine. L’Arena possède une salle multisports avec des gradins de 1.000 places, une salle multi usages de 240 m², une salle polyvalente pour la pratique des arts martiaux, une salle de boxe, des bureaux, des vestiaires, un espace convivialité.

### Projet éducatif
« L'objectif était de créer une dynamique positive dans le quartier, fédérer les jeunes et les moins jeunes », indique le président Sami Sellami en 2017. Mohamed Ouhraich, dirigeant, déclare que le club est fondé « dans un but social et éducatif. Nous ne sommes pas un club qui fait du social mais une association qui a lancé un club de futsal ».
« Nous voulions accompagner les repris de justice dans des projets entrepreneuriaux. La dimension sociale a toujours été une partie intégrante de nos motivations » rajoute le président en 2020. Alors que les enjeux sportifs commencent à prendre beaucoup de place. Sami Sellami assure : « Nous allons faire du futsal un levier. L’objectif est de dire : " Vous voyez, on a réussi en partant de rien, on peut le faire dans n’importe quel domaine." C’est notre produit vitrine ».
Les joueurs de l'équipe senior encadrent aussi les équipes jeunes du club et véhiculent ces idées de savoir-être.

### Statut du club et des joueurs
L'ACCES FC est fondé en tant que club sportif, régi par la loi sur les associations établie en 1901. L'AFC est affilié à la FFF sous le numéro 554379. Le club réfère à la Ligue régionale de Paris Île-de-France et au District départemental des Hauts-de-Seine. Lors de la fusion avec le Paris Métropole Futsal en 2018, seul le numéro d'affiliation est modifié, devenant 560179.
Les joueurs ont soit un statut bénévole, amateur ou de semi-professionnel sous contrat fédéral. Depuis 2015, les clubs peuvent proposer des contrats professionnels qui ne sont pas homologués par la FIFA. Les rares joueurs concernés sont donc protégés par le droit du travail mais pas par les instances internationales.

### Aspect économique
Pour l'exercice 2016-2017, l'ACCES a un budget de 250 000 € (subventions municipales, cotisations, contrats aidés et ventes de merchandising) et six salariés.
En 2019-2020, lors que le budget annuel du club avoisine les 500 000 euros, la ville apporte un soutien financier de 110 000 euros par an.
La saison suivante, le club conquis son premier titre de champion de France. Pourtant, la Direction nationale de contrôle et de gestion (DNCG) relégue le club en deuxième division, pointant du doigt un budget déséquilibré. Le club de Sami Sellami boucle cette saison en D2 avec un budget compris entre 500 000 et 600 000 euros. Le président déclare en avril 2022 : « On cherche des financements et on est en perpétuelle survie financière. La relégation administrative a fait peur à beaucoup de nos partenaires ».

## Personnalités

### Dirigeants
Le président fondateur est Sami Sellami, contrôleur de gestion dans le civil. Originaire d’Asnières-sur-Seine, il passe par une école de commerce, avant de travailler douze ans dans le milieu associatif.
Pour 2019-2020, Gabriel da Silva Dias (en), ancienne gloire du FC Barcelone, arrive comme directeur sportif du club.

### Entraîneurs
| Période              | Nom                               |
| -------------------- | --------------------------------- |
| 2014-2015            | Mustapha Otmani                   |
| 2015-2016            | Mustapha Otmani & Moustafa Kourar |
| juil. - déc. 2016    | Johann Legeay                     |
| jan. 2017 - 2018     | Marcelo Serpa                     |
| été 2018             | Carlos César Nunez Gago           |
| sept. 2018-jan. 2019 | Francesco Cipolla (it)            |
| fév.-juin 2019       | José Alberto Narváez Collado      |
| 2019-2020            | David Cardoso                     |
| 2020-2021            | Jesús Velasco                     |
| 2021-2022            | Sergio Mullor Cabrera             |

En 2014, le capitaine de l'équipe de France Mustapha Otmani devient entraîneur-joueur de l'ACCES. Pour la saison 2015-2016, Moustafa Kourar le rejoint à la tête de l'équipe. Celle-ci obtient deux promotions consécutives au niveau régional de la Ligue de Paris Île-de-France. Johann Legeay, ex-entraîneur champion de France du Kremlin-Bicêtre, arrive sur le banc pour la saison 2016-2017.
Dès janvier 2017, le club fait venir l'entraîneur brésilien expérimenté, Marcelo Serpa, auparavant professionnel en Espagne et ancien coach du Paris Métropole Futsal et de la Malaisie,. Sous son mandat et avec des internationaux de renom sous ses ordres, ACCES devient la première équipe régionale à remporter la Coupe de France en 2017 et obtient deux nouvelles montées, en remportant la DH francilienne et les barrages pour la D2 puis sa poule de D2. Lors de la saison 2017-2018, l'équipe possède un large encadrement avec un kinésithérapeute, deux analystes de performances des joueurs, un préparateur physique et un intendant. Au terme de cet exercice, Serpaannonce qu'il quitte son poste.
Promu en Division 1, le club recrute le technicien espagnol Carlos César Nunez Gago au début de l'été 2018. Mais celui-ci est remplacé deux mois plus tard par l'italien Francesco Cipolla (it), à une semaine du début du championnat. En février 2019, ce dernier retourne entraîner en Italie et est remplacé par son adjoint, Pepe Narvaez. Le Nordiste Najim Feraoun devient son assistant car il possède le diplôme obligatoire. L'équipe perd en finale de championnat.
Pour 2019-2020, l'entraîneur brésilo-portugais David Cardoso rejoint aussi le club. Son équipe est première à l'arrêt du championnat à cause de la pandémie de Covid-19 et retenu par la FFF en tant que représentant français pour la Ligue des champions suivante.
Pour la saison 2020-2021, l'ex-entraîneur de l'Inter FS et double vainqueur de la Ligue des champions, Jesús Velasco arrive sur le banc de l'ACCS. Sabry Bezahaf est son adjoint.
Ce dernier devient sélectionneur des Comores en octobre 2021, tout en restant assistant du nouveau coach en chef, l'espagnol Sergio Mullor. L'entraîneur ibérique découvre alors son quatrième pays après l’Espagne, le Qatar et la Hongrie. Il dispute notamment la Ligue des champions lors des quatre saisons précédentes, dont près trois huitièmes de finale avec le MVFC Berettyoujfalu.

### Joueurs notables

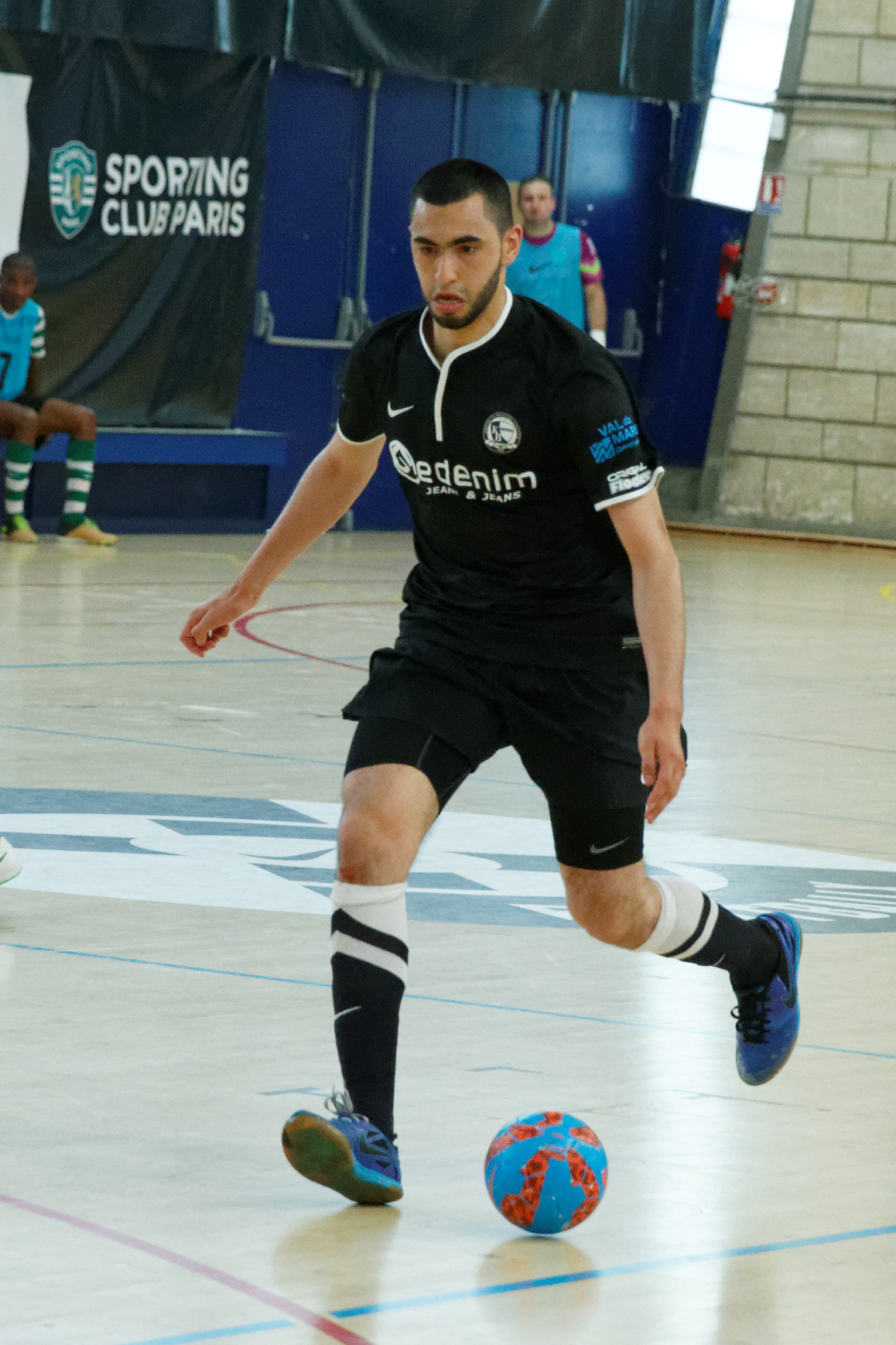
A. Mohammed arrive au club en 2016, alors au niveau régional, et remporte le titre de champion en 2021.

À l'inter-saison 2016, promu en Division d'honneur, le club renforce son projet sportif par les arrivées de plusieurs internationaux tricolores. Mustapha Otmani et Moustafa Kourar, arrivés en 2014, sont rejoints par Kamel Hamdoud, les frères Mohammed (Yassine et Abdessamad) ou encore Louis Alexandre Pezeron,. Abdessamad Mohammed est alors tout juste couronné champion de France avec le Kremlin-Bicêtre et élu meilleur joueur de Division 1.
Pour la saison 2017-2018, promu en D2, Kévin Ramirez rejoint le club, alors qu’il évolue à la Lazio de Rome avec le statut de joueur professionnel. Deux autres internationaux français arrivent aussi : Sid Belhaj et Souheil Mouhoudine.
En octobre 2018, France Football révèle que l'ACCES, promu et premier de Division 1, tente de recruter Hatem Ben Arfa, libre de tout contrat.
En juin 2019, le nouveau club de l’élite recrute de grands noms du futsal mondial, Igor (passé par le FC Barcelone et Kairat Almaty). Celui-ci est élu meilleur jouer du championnat 2019-2020, tout comme le Serbe Miodrag Aksentijević, arrivé au même moment, est sacré meilleur gardien par le média Top5Futsal.
Début janvier 2020, le club se met d'accord avec Ricardinho, international portugais sacré six fois meilleur joueur mondial de l'année, pour un contrat de trois ans à partir de juillet 2020. Pour la saison 2020-2021, l'ACCS voit partir l'international français Kévin Ramirez et son homologue azéri Edu. L'équipe se renforce avec l'arrivée des internationaux portugais Ricardinho, donc, et Bruno Coelho ainsi que du brésilien Humberto et de l'international espagnol Carlos Ortiz. L'international français Landry N'Gala rejoint aussi l'équipe. Humberto quitte le club à l'intersaison, faute de temps de jeu à cause de blessures et du nombre limité de joueurs mutés.
À la suite de la relégation administrative en Division 2 2021-2022, les internationaux Miodrag Aksentijević, Sid Belhaj, Bruno Coelho et Carlos Ortiz quittent le club. Après l'élimination de l'équipe lors du Tour élite en Ligue des champions, plusieurs joueurs quittent le club fin décembre 2021, afin d'évoluer dans un championnat plus médiatisé que la D2 française. Le capitaine Abdessamad Mohammed, arrivé en DH en 2016, les deux internationaux marocains Bilal Bakkali et Soufiane El Mesrar, à ACCS depuis 2019, ainsi que les deux Brésiliens Rodriguinho et Murilo, parisiens depuis six mois, font partie de ces joueurs. Souheil Mouhoudine devient alors capitaine de l'équipe.

### Effectif 2021-2022
Les postes mentionnés se réfèrent à ceux du football. Comprendre que « A - attaquant » désigne les « pivots » et « M - milieu de terrain » les « ailiers ».

## Autour du club

### Médiatisation
Pour la saison 2020-2021, les matches de Division 1 et de Ligue des champions sont retransmis sur les comptes Twitch et YouTube du club en attendant un diffuseur officiel. Le huitième de finale de C1 est retransmis sur la chaîne L'Équipe.

### Ambassadeurs
Plusieurs personnalités ont lié leur image à celle du club, à l'instar du chanteur Maître Gims, du footballeur renommé Franck Ribéry, du chanteur Gradur ou encore du journaliste de BeIn Sports France Smaïl Bouabdellah.